# Michael Freudensberger
Michael Freudensberger (* 13. November 1879 in Greußenheim im Landkreis Würzburg; † im 20. Jahrhundert) war ein deutscher Landrat.

## Leben
Nach dem Abitur absolvierte Michael Freudensberger in den Jahren von 1899 bis 1903 ein Studium der Rechtswissenschaften an der Julius-Maximilians-Universität Würzburg und der Ludwig-Maximilians-Universität München. Nach der ersten juristischen Staatsprüfung schloss sich der dreijährige Vorbereitungsdienst an. Das Große juristische Staatsexamen legte er 1906 in Würzburg ab. 
Bei der Regierung von Mittelfranken wurde er zunächst Akzessist und später Amtsanwalt bei der Polizeidirektion München. Zum 1. Oktober 1910 erhielt er die Ernennung zum Bezirksamtsassessor in Eschenbach und 1915 in Freising. Zum 1. Januar 1924 wurden ihm Titel und Rang eines Regierungsrats verliehen. Vom 1. August 1925 bis zum 31. Mai 1930 war Freudensberger als Bezirksamtsvorstand in Kelheim, vom 1. Juni 1930 bis zum 16. Mai 1933  im Bezirksamt Passau (ab 1939 Landkreis Passau) und anschließend bis zum 6. September 1937 in gleicher Funktion in Landshut tätig. Danach ging er zur Landesverwaltung, wo er am 6. September 1937 Regierungsrat bei der Regierung der Pfalz wurde. 1938 zur Regierung von Ober- und Mittelfranken gewechselt, war er vom 1. September 1938 bis 1941 beim Reichskommissar für das Saarland und der Westmark. Freudensberger war auch Chef der Zivilverwaltung in Lothringen. und wurde am 1. November 1942 zum Oberregierungsrat befördert.
Über seinen weiteren beruflichen Weg, aber auch über seine Parteizugehörigkeit, gibt die Quellenlage keine Aufschlüsse.